# Skischool

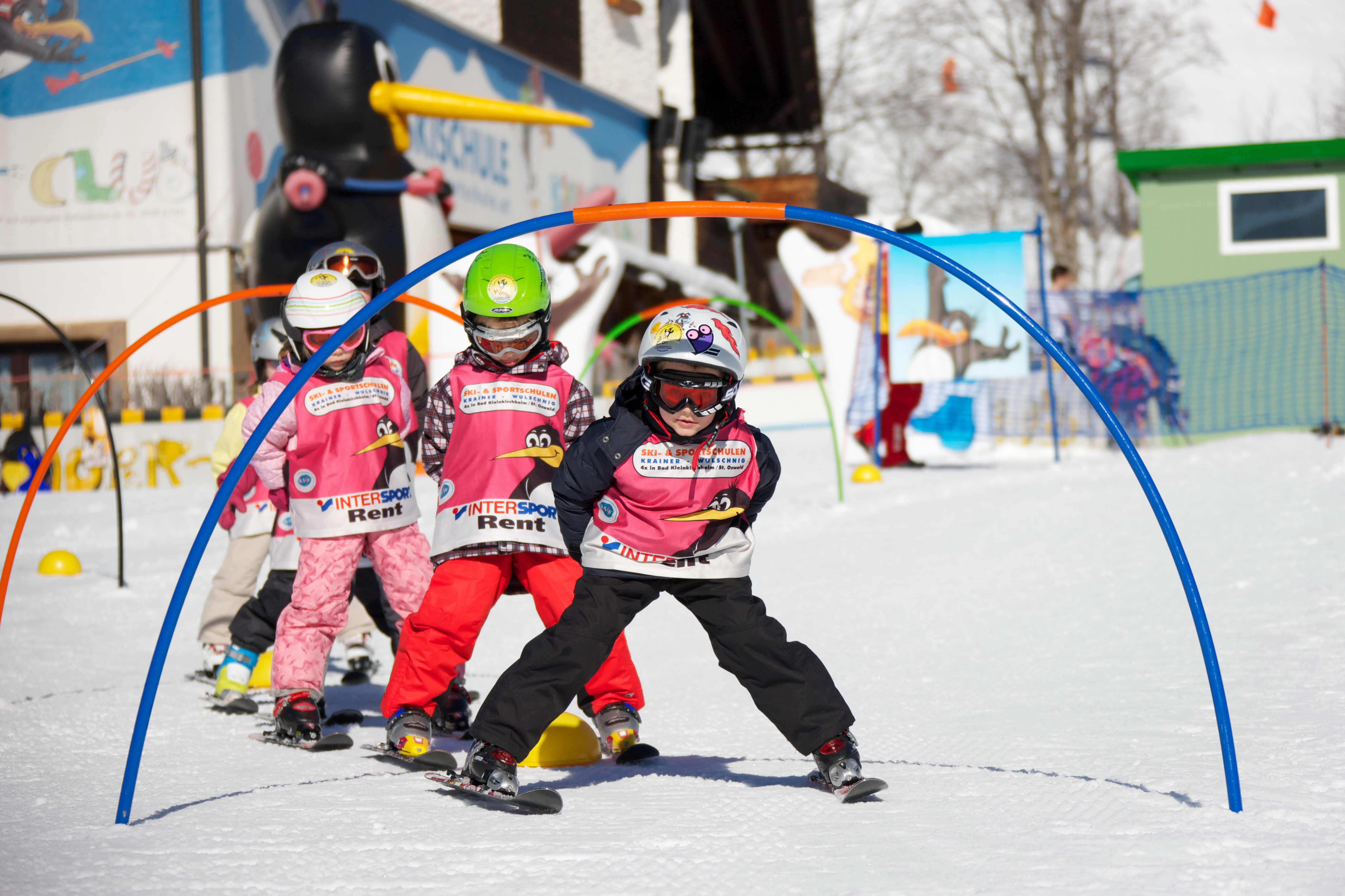
Kinderen tijdens een skiles

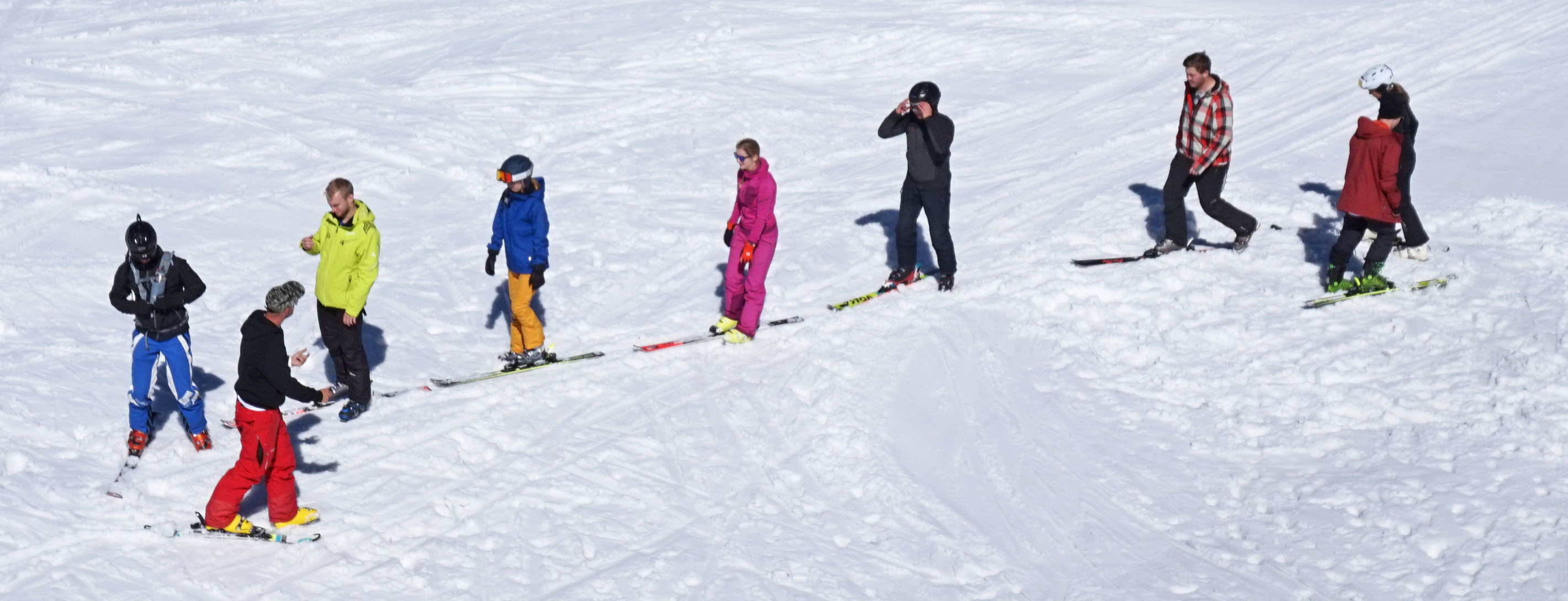
Een ski-instructeur op de piste met volwassen beginners

Een skischool is een school om te leren skiën, doorgaans gevestigd in een toeristisch wintersportoord. Tijdens een skiles of in een skiklas leert een skileraar of -instructeur beginnende skiërs de techniek van het alpineskiën aan. 
Skischolen bieden tegen betaling verschillende soorten lessen aan: individueel of in groep, opgedeeld naar niveau, en per halve of volledige dag.
De praktijk gaat terug op het werk van de Oostenrijker Hannes Schneider in de jaren 1920, die de didactiek van het leren skiën formaliseerde en daarmee de basis legde voor latere skischolen. In veel Noord-Amerikaanse skigebieden baat het resort zelf een skischool uit, in Europa is het gebruikelijk dat er verschillende private skischolen zijn in een skigebied. 's Werelds grootste aanbieder van skilessen is het Franse ESF.